# Хаммам-Ліф (футбольний клуб)
«Хаммам-Ліф» (фр. Club Sportif de Hammam-Lif; араб. النادي الرياضي لحمام الأنف‎)  — туніський футбольний клуб з міста Хаммам-Ліф. Домашні матчі проводить на стадіоні «Боу Корнейн», який вміщує 8 000 глядачів. Перший чемпіон незалежного Тунісу (1956). 

## Досягнення

### Національні
- Чемпіон Тунісу — 4 (1951, 1954, 1955, 1956)
- Володар Кубка Тунісу — 9 (1947, 1948, 1949, 1950, 1951, 1954, 1955, 1985, 2001)
- Володар Суперкубка Тунісу — 1 (1985)